# Júnia (mare de Gai Claudi Marcel)
Júnia (en llatí Junia) va ser una dama romana.
Es va casar amb Gai Claudi Marcel, l'àugur, i era la mare de Gai Claudi Marcel, que va ser cònsol l'any 50 aC. Ciceró la menciona amb gran respecte en una carta de felicitació que va dirigir al seu fill per haver estat elegit cònsol.